# کتاب‌شناسی محمدحسین طباطبایی

## تفسیر المیزان[۱]
تفسیر المیزان تفسیر قرآن به قران است بدین معنی که برای تفسیر هر آیه از قرآن از آیات دیگر آن استفاده شده است.

## اصول فلسفه و روش رئالیسم
این کتاب کاری عمده و اثری گران‌سنگ در فلسفهٔ اسلامی به‌حساب می‌آید. برخی از مقالات آن عبارت است از:
چیستی فلسفه، فرق میان فلسفه و سفسطه، علم و ادراک، ارزش معلومات، پیدایش کثرت در ادراکات، ادراکات اعتباری، و درباره خدای جهان و جهان. 

### فهرست آثار[۱]

#### آثار عربی
| عنوان کتاب                                                                 | عنوان کتاب                                                                 | سال انتشار | توضیحات |
| -------------------------------------------------------------------------- | -------------------------------------------------------------------------- | --- | --- |
| رسائل سبعه                                                                 |                                                                            | | |
| البرهان                                                                    | ۱۳۴۹هـ.ق.                                                                  | در مورد فلسفه علم که در آن در باب موضوعات و مسائل و مبادی علوم صحبت می‌شود. از دیگر مباحث مطرح شده در این کتاب این مواردند: تمیز علم یقینی از غیر یقینی، روش‌های کسب معرفت یقینی، تجربه و استقرا، ارتباط علوم با یکدیگر، اشتراک و اختلاف علوم، ضروریات و اقسام آن و نسبتشان با واقعیت، حس و محسوسات و نقش ضروریشان در کسب معرفت، اقسام برهان و … | |
| المغالطه                                                                   | ۱۳۴۹ هـ.ق.                                                                 | | |
| الترکیب                                                                    | ۱۳۴۸ هـ.ق.                                                                 | | |
| التحلیل                                                                    | ۱۳۴۸ هـ.ق.                                                                 | | |
| الاعتباریات                                                                | ۱۳۴۸ هـ.ق.                                                                 | | |
| المنامات و النبوات                                                         | ۱۳۵۰ هـ.ق.                                                                 | | |
| القوه و الفعل                                                              | ۱۳۷۳ هـ.ق.                                                                 | | |
| رسائل التوحیدیه                                                            |                                                                            | | |
| التوحید                                                                    | ۱۳۶۱ هـ.ق.                                                                 | | |
| الاسماء                                                                    | ۱۳۶۱ هـ.ق.                                                                 | | |
| الافعال                                                                    | ۱۳۶۱ هـ.ق.                                                                 | | |
| الوسائط                                                                    | ۱۳۶۱ هـ.ق.                                                                 | | |
| الانسان قبل الدنیا                                                         | ۱۳۶۱ هـ.ق.                                                                 | | |
| الانسان فی الدنیا                                                          | ۱۳۶۱ هـ.ق.                                                                 | | |
| الانسان بعد الدنیا                                                         | ۱۳۶۱ هـ.ق.                                                                 | | |
| سنن النبی                                                                  | سنن النبی                                                                  | ۱۳۵۰ هـ.ق. | |
| حاشیه الکفایه                                                              | حاشیه الکفایه                                                              | ۱۳۶۸ هـ.ق. | |
| تعلیقه علی بحارالانوار                                                     | تعلیقه علی بحارالانوار                                                     | ۱۳۷۰ هـ.ق. | |
| تعلیقه علی الاصول من الکافی                                                | تعلیقه علی الاصول من الکافی                                                | ۱۳۷۵ هـ.ق. | |
| تعلیقه واحده علی مرآت العقول                                               | تعلیقه واحده علی مرآت العقول                                               | ۱۳۷۶ هـ.ق. | |
| تعلیقه علی الاسفار الاربعه                                                 | تعلیقه علی الاسفار الاربعه                                                 | ۱۳۷۸ هـ.ق. | |
| علی و الفلسفه الالهیه                                                      | علی و الفلسفه الالهیه                                                      | ۱۳۷۹ هـ.ق. | |
| رساله فی التوحید                                                           | رساله فی التوحید                                                           | ۱۳۸۹ هـ.ق. | |
| رساله فی العلم                                                             | رساله فی العلم                                                             | ۱۳۸۹ هـ.ق. | |
| بدایة الحکمة                                                               | بدایة الحکمة                                                               | ۱۳۹۰ هـ.ق. | به درخواست بعضی دوستان به عنوان نخستین متن درسی برای جویندگان حکمة الهی نوشته شده که در واقع چکیده «حکمت متعالیه» صدرای شیرازی است. |
| نهایة الحکمة                                                               | نهایة الحکمة                                                               | ۱۳۹۵ هـ.ق. | دومین کتاب درسی در فلسفه اسلامی است که برای کسانی نوشته شده که «بدایة الحکمة» را به خوبی فرا گرفته باشند.                           |
| المیزان فی تفسیر القرآن                                                    | المیزان فی تفسیر القرآن                                                    | ۱۳۹۲ هـ.ق. | |
| رسالة الولاية                                                              | رسالة الولاية                                                              | - | |
| رساله فی علم النبی _ صلی الله علیه و آله _ و الامام _ علیه السلام _ بالغیب | رساله فی علم النبی _ صلی الله علیه و آله _ و الامام _ علیه السلام _ بالغیب | - | |
| مقدمه یا تقریظ بر:                                                         |                                                                            | | |
| المراقبات از میرزا جواد ملکی تبریزی                                        | -                                                                          | | |
| وسائل الشیعه از حر عاملی                                                   | -                                                                          | | |
| نورالثقلین حویزی                                                           | -                                                                          | | |
| تفسیر عیاشی                                                                | -                                                                          | | |
| مفاهیم القرآن از جعفر سبحانی                                               | -                                                                          | | |
| التقریظ علی الفرقان فی تفسیر القرآن از محمدصادقی                           | -                                                                          | | |

#### آثار فارسی
- اصول فلسفه و روش رئالیسم. ۱۳۳۲ ش.
- تذئیلات و محاکمات بر سه مکتوب اول سیداحمد کربلایی و شیخ محمد حسین غروی اصفهانی در مورد بیتی از شیخ عطار.(ادامه کار تا نامهٔ هفتم توسط علامه سید محمد حسین حسینی طهرانی انجام گردیده‌است.)
- شیعه: مجموعهٔ مذاکرات با پروفسور هانری کربن فرانسوی.
- شیعه در اسلام. ۱۳۴۸ ش.
- قرآن در اسلام. ۱۳۵۳ ش.
- آموزش دین: برای کودکان.
- بررسی‌های اسلامی. جلد اول.
- اسلام انسان معاصر (جلد دوم بررسی‌های اسلامی).
- بررسی‌های اسلامی. جلد سوم (۹۶ صفحه اول آن).
- اشعار.
- مقدمه و تقریظ بر:
  - روش اندیشه از شهید محمد مفتح
  - عشق و رستگاری از احمد زمردیان
  - داستان زنده‌ها از عبدالکریم اقدمی
  - بشارات عهدین
  - کتاب در مورد حج.
- چند یادداشت مختصر:
  - دولت پوشالی و دست نشانده‌ای به نام اسرائیل
  - گفت وگویی با استاد درباره شهید مطهری
  - دو اظهار نظر مختصر درباره بعضی آثار مرحوم دکتر علی شریعتی
  - توضیحی درباره اظهار نظر در پاسخ یک نامه.
- رساله‌ای در مبدأ و معاد
- رساله‌ای در نبوت
- رساله‌ای در عشق
- رساله‌ای در مشتقات
- حاشیه بر مکاسب شیخ انصاری
- سلسله انساب طباطبائیان در آذربایجان
- منظومه‌ای در خط نستعلیق.
- روابط اجتماعی در اسلام (ترجمهٔ مباحثی اجتماعی از تفسیر المیزان که در ارتباط با آیهٔ آخر سوره آل عمران بیان شده‌است.[۵]